# Rezerwat Mordwiński
Rezerwat Mordwiński (ros. Мордовский государственный природный заповедник имени П.Г. Смидовича) – ścisły rezerwat przyrody (zapowiednik) w północnej części Republiki Mordowii w Rosji. Znajduje się w rejonie tiemnikowskim. Jego obszar wynosi 321,48 km², a strefa ochronna 62 km². Rezerwat został utworzony dekretem Wszechrosyjskiego Centralnego Komitetu Wykonawczego i Rady Komisarzy Ludowych RFSRR z dnia 3 maja 1936 roku. Dyrekcja rezerwatu znajduje się w miejscowości Puszta. Na wschód od niego znajduje się Park Narodowy „Smolnyj”. 

Mapa rezerwatu

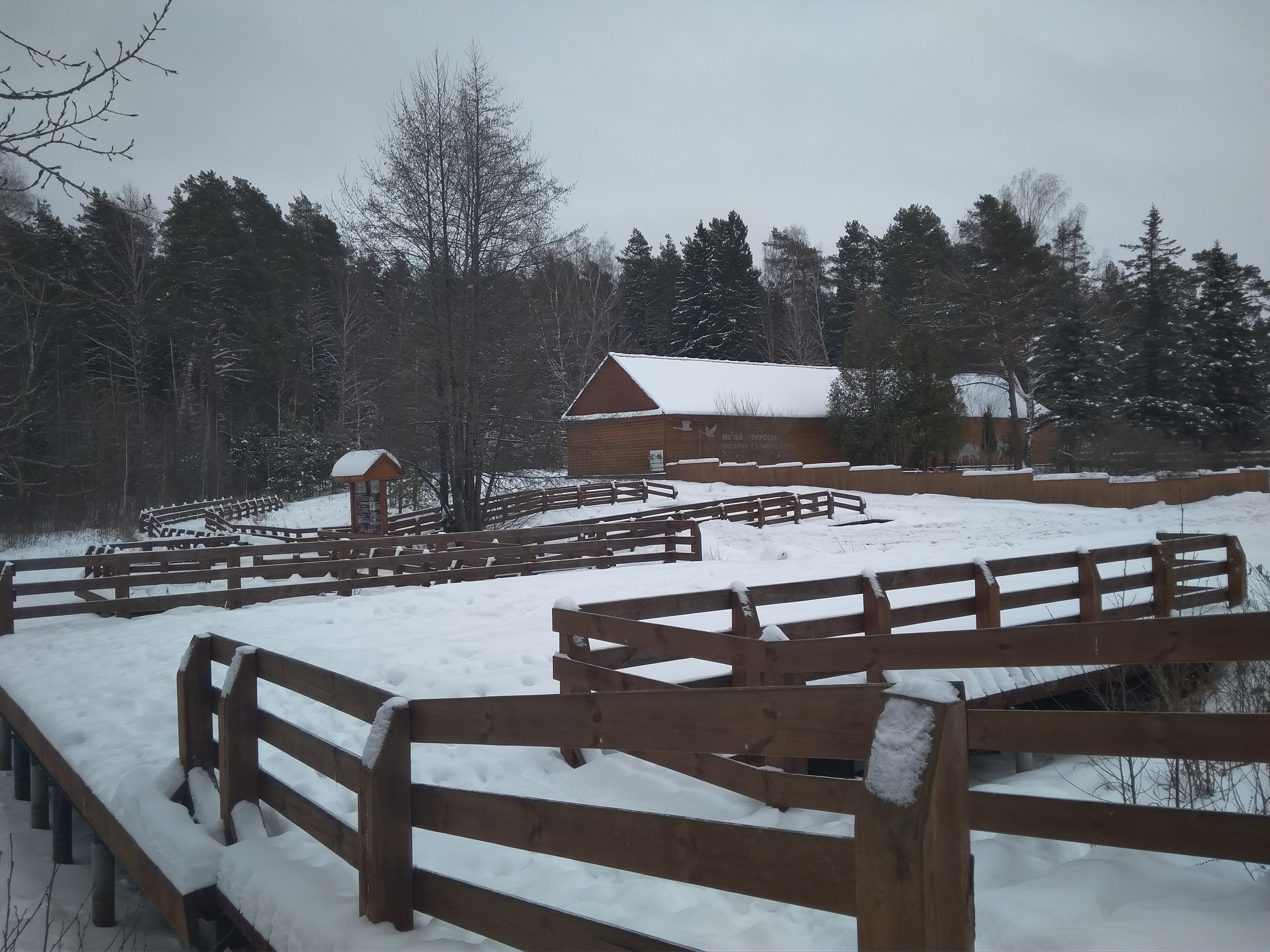
Muzeum Przyrody przy dyrekcji rezerwatu

## Opis
Rezerwat znajduje się na zalesionym prawym brzegu rzeki Moksza. Rzeźba terenu charakteryzuje się niewielkimi wzniesieniami.
Klimat jest kontynentalny. Średnia temperatura w styczniu wynosi -12 °С, w lipcu +20 °С.

## Flora
Prawie całe terytorium rezerwatu porastają lasy, z czego około połowę zajmują bory sosnowe. W części zachodniej i wschodniej przeważają lasy brzozowe, w części środkowej lasy lipowe. Na równinie zalewowej rzeki Moksza rosną lasy dębowe.
Występuje tu 819 gatunków roślin naczyniowych i 179 gatunków mszaków, w tym rzadko spotykane jak np.: granicznik płucnik, kukuczka kapturkowata, obuwik pospolity, buławnik czerwony, brodaczka nadobna, tarczynka dziurkowana.

## Fauna
W rezerwacie zamieszkuje 215 gatunków ptaków. Są to m.in.: głuszec zwyczajny, dzięcioł czarny, dzięcioł duży, dzięciołek, krętogłów zwyczajny, kowalik zwyczajny, grzywacz, drozd śpiewak, kos, rudzik, pełzacz leśny, sokół wędrowny, orzeł przedni, drop zwyczajny, bocian czarny. 
Żyje tu ponad 60 gatunków ssaków. Są to m.in.: jeleń szlachetny, jeleń wschodni, żubr europejski, jenot azjatycki, piżmak amerykański, desman ukraiński, ryś euroazjatycki, gronostaj europejski, łasica pospolita, niedźwiedź brunatny, wilk szary, lis rudy, dzik euroazjatycki, kuna leśna, bóbr europejski, łoś euroazjatycki. 